# Sophie von Todesco
Sophie von Todesco (née le 22 juillet 1825 à Brünn, morte le 9 juillet 1895 à Vienne) est une salonnière de Vienne.

## Biographie
Elle vient d'une famille juive respectée et riche : elle est la fille de Philipp Josua Feibelman Gomperz et d'Henriette Auspitz. Ses frères et sœurs sont le philosophe Theodor Gomperz, les entrepreneurs Max et Julius von Gomperz ainsi que la tante du philosophe Heinrich Gomperz (de), le fils de Theodor.
Sophie épouse en 1845 Eduard von Todesco (de) et anime dans le palais qui porte son nom un salon littéraire. S'y rencontrent les hommes politiques Alexander von Bach, Friedrich Ferdinand von Beust, Anton von Doblhoff-Dier, Anton von Schmerling, les écrivains Eduard von Bauernfeld, Franz von Dingelstedt, Ludwig Ganghofer, Friedrich Halm, le compositeur Johann Strauss II, l'industriel Isidor Mautner (de) ou le directeur de théâtre Heinrich Laube. À partir de 1892, l'écrivain Hugo von Hofmannsthal le fréquente.
Sophie von Todesco a quatre enfants de son mari : Anna, qui deviendra Anna von Lieben (de), « Jella » Gabriele (devenue baronne von Oppenheimer), Hermann et Franziska « Fanny » (épouse du baron Henry de Worms).
La sœur de Sophie, Josephine von Wertheimstein, tient également un salon à Vienne que sa fille Franziska perpétuera.

## Source, notes et références
- (de) Cet article est partiellement ou en totalité issu de l’article de Wikipédia en allemand intitulé « Sophie von Todesco » (voir la liste des auteurs).